# Inga Thompson
Kristin Inga Thompson, verh. Thompson-Benedict, (* 27. Januar 1964) ist eine ehemalige US-amerikanische Radrennfahrerin.
Von Mitte der 1980er Jahre bis Beginn der 1990er Jahre war Inga Thompson eine der erfolgreichsten Radrennfahrerinnen der Vereinigten Staaten. Viermal wurde sie US-amerikanische Meisterin, 1991 und 1993 im Straßenrennen sowie 1990 und 1991 im Einzelzeitfahren. Dreimal startete sie im Straßenrennen bei Olympischen Spielen: 1984 in Los Angeles belegte sie Platz 21, 1988 in Seoul Platz acht und 1992 in Barcelona Platz 26. 1987 errang sie Silber im Straßenrennen bei den Panamerikanischen Spielen in Indianapolis.
Bei den Straßenradsport-Weltmeisterschaften 1990 im japanischen Utsunomiya wurde Thompson Vize-Weltmeisterin im Mannschaftszeitfahren, gemeinsam mit Eve Stephenson, Maureen Manley und Phyllis Hines. Im Jahr darauf, bei den Straßen-Weltmeisterschaften in Stuttgart, wurde sie Vize-Weltmeisterin im Straßenrennen, hinter Leontien Zijlaard-van Moorsel.
1987 gewann Inga Thompson die Women’s Challenge in den USA, nachdem sie 1984 schon Dritte und 1985 Zweite geworden war, 1992 wurde sie nochmals Zweite. 1986 und 1989 wurde sie Dritte der Tour de France féminin. 1991 und 1992 belegte sie Platz zwei bei der Tour de l’Aude Cycliste Féminin.